# III. Hästen
III. Hästen ist ein aus einer Hofschaft hervorgegangener Wohnplatz in der bergischen Großstadt Solingen. Er bildet zusammen mit den beiden nördlich gelegenen Orten I. und II. Hästen den Ortsteil Hästen.

## Lage und Beschreibung
III. Hästen befindet sich im südlichen Bereich des Stadtbezirks Burg/Höhscheid. Der Ort befindet sich auf einem Höhenzug des Solinger Höhenrückens, auf dem der Pfaffenberger Weg verläuft. Im Osten verläuft der Bertramsmühler Bach in dem gleichnamigen Bachtal. Kleinere Bachläufe wie der Balkhauser Bach oder der Schellberger Bach entwässern die Hochfläche in Richtung Wupper, die im Süden verläuft und teils die Stadtgrenze zu Leichlingen bildet. Westlich von III. Hästen verläuft in Serpentinen der Balkhauser Weg, der als Kreisstraße 4 klassifiziert ist.
Die einstige Hofschaft ist seit der Nachkriegszeit stark angewachsen, der Kern des Ortes lag ursprünglich im Bereich der Straße Hästen und der dortigen Hausnummern 22 bis 35. Dort haben sich bis heute einzelne Fachwerk- und Schiefergebäude erhalten. Die geschlossene Bebauung mit Wohnhäusern erstreckt sich heute auch entlang des Pfaffenberger Wegs, des Wassermann- und des Waagewegs. Im nördlichen Siedlungsbereich befindet sich die Wendeschleife Hästen für die Oberleitungsbuslinie 681 der Stadtwerke Solingen.
Benachbarte Orte sind bzw. waren (von Nord nach West): Scharfhausen, Bertramsmühle, Steinsiepen, Petersmühle, Kirschbaumskotten, Strohn, Pfaffenberg, Balkhauser Kotten, I. Balkhausen, Kempen, Schellberg und II. Hästen.

## Etymologie
Die Ortsbezeichnung ist vermutlich auf den Waldreichtum der Region zurückzuführen. Das Wort könnte von Heester, Heister abgeleitet sein. Dieses Wort bezeichnete junge, kaputte Bäume bzw. künstlich zurechtgestutzte Bäume, die in früheren Zeiten zum Vogelfang genutzt wurden.

## Geschichte
III. Hästen wurde erstmals im Zehntverzeichnis der Abtei Altenberg von 1488 als Heesten, Hersten urkundlich erwähnt.:7 In dem Kartenwerk Topographia Ducatus Montani von Erich Philipp Ploennies, Blatt Amt Solingen, aus dem Jahre 1715 ist der Ort mit einer Hofstelle verzeichnet und als Hasten benannt. Der Ort wurde in den Registern der Honschaft Balkhausen innerhalb des Amtes Solingen geführt. Die Topographische Aufnahme der Rheinlande von 1824 verzeichnet den Ort als 3tes Haesten, die Preußische Uraufnahme von 1844 verzeichnet ihn als III. Hästen. In der Topographischen Karte des Regierungsbezirks Düsseldorf von 1871 ist der Ort als 3tes Hästen verzeichnet.
Nach Gründung der Mairien und späteren Bürgermeistereien Anfang des 19. Jahrhunderts gehörte der Ort zur Bürgermeisterei Dorp, die 1856 das Stadtrecht erhielt, und lag dort in der Flur VIII. Hasten. Die Bürgermeisterei beziehungsweise Stadt Dorp wurde nach Beschluss der Dorper Stadtverordneten zum 1. Januar 1889 mit der Stadt Solingen vereinigt. Damit wurde III. Hästen ein Ortsteil Solingens.
Der Ort wuchs nach dem Zweiten Weltkrieg erheblich durch neue Wohnhäuser an. Die ursprüngliche Streubesiedlung der Hofschaft wurde durch eine geschlossene Bebauung entlang der neu angelegten Straßen ersetzt. Am 7. August 1955 wurde die Strecke der Oberleitungsbuslinie 1 vom Graf-Wilhelm-Platz bis zur Wendeschleife im Norden des III. Hästen in Betrieb genommen. Heute verkehrt dort die Linie 681 der Stadtwerke Solingen. Als Hästen wird heute, auch im Stadtplan, insbesondere der Bereich III. Hästen bezeichnet, während sich der Ortsname im Bereich I. und II. Hästen bis auf den dortigen Straßennamen Hästener Weg nicht erhalten hat.